# Karl Risch
Karl Risch (* 1865 in Würzburg; † 1933 in Ulm) war ein deutscher Verwaltungsjurist und Bezirksoberamtmann.

## Leben
Karl Risch studierte in den Jahren von 1883 bis 1887 Rechtswissenschaften an der Julius-Maximilians-Universität Würzburg, der Universität Leipzig und der Friedrich-Alexander-Universität Erlangen-Nürnberg. Seit 1883 gehörte er der Burschenschaft Arminia Würzburg an. Nach der ersten juristischen Staatsprüfung schloss sich der dreijährige Vorbereitungsdienst (Referendariat) an, der ihn zu den Amtsgerichten Bad Brückenau und Würzburg, zum Bezirksamt Würzburg und Stadtmagistrat Würzburg führte. 1890 folgte das Große juristische Staatsexamen. Er fand eine Anstellung als geprüfter Rechtspraktikant bei der Regierung von Unterfranken und wurde später Akzessist beim Bezirksamt Aschaffenburg. 1892 wurde er Assessor beim Bezirksamt Zweibrücken. Er wechselte in die Staatsverwaltung und wurde 1896 Assessor bei der Regierung der Pfalz und 1901 bei der Regierung von Schwaben. In den Jahren von 1903 bis 1930 war er Bezirksamtsvorstand in Neu-Ulm im Rang eines Bezirksamtmanns (bis 31. März 1920) bzw. Bezirksoberamtmanns. 1910 wurde er zum Regierungsrat und 1920 zum Oberregierungsrat ernannt. 1930 wurde  Risch in den Ruhestand verabschiedet.